# Chiesa di San Lorenzo Martire (Misano di Gera d'Adda)
La chiesa di San Lorenzo Martire è la parrocchiale di Misano di Gera d'Adda, in provincia di Bergamo e diocesi di Cremona; fa parte della zona pastorale 1.

## Storia
In epoca medievale Misano fu sede di una pieve, da cui dipendevano, come si apprende nel Liber Synodalium del 1385, le cappelle di Camisano, Capralba, Farinate e San Zenone; meno di vent'anni dopo, nelle Rationes decimarum del 1404, sono elencate come sue filiali le chiese di Capralba, Sarmate e Vailate.
La chiesa di San Lorenzo fu visitata nel primo quarto del Cinquecento dal vescovo Gerolamo Trevisan e poi nel 1601 dal vescovo Cesare Speciano, il quale trovò che in essa aveva sede la società del Santissimo Sacramento e che i fedeli ammontavano a 600.
La nuova parrocchiale, realizzata seguendo i disegni dall'architetto milanese Carlo Marzoli, venne costruita nel 1786.
Con la riorganizzazione territoriale della diocesi decretata dal vescovo dal vescovo Giuseppe Amari il 29 settembre 1975, la chiesa passò dal vicariato di Caravaggio, contestualmente soppresso, alla neo-costituita zona pastorale 1.
Nel 1986 la chiesa fu interessata da un intervento di restauro, la cui conclusione fu celebrata il 25 ottobre dell'anno successivo dal vescovo Enrico Assi.

## Descrizione

### Esterno
La facciata della chiesa, rivolta a occidente, è suddivisa da una cornice marcapiano in due registri, entrambi scanditi da lesene; quello inferiore, d'ordine tuscanico, è caratterizzato dal portale maggiore e affiancato da due ali con gli ingressi secondari, mentre quello superiore, in stile ionico, presenta una finestra centrale ed è coronato dal timpano di forma triangolare.
Annesso alla parrocchiale è il campanile a base quadrata, costruito nel 1713, la cui cella presenta su ogni lato una monofora a tutto sesto ed è coperta dal tetto a quattro falde.

### Interno
L'interno dell'edificio si compone di un'unica ampia navata, sulla quale si affacciano le cappelle laterali, introdotte da archi a tutto sesto, e le cui pareti sono scandite da lesene sorreggenti la trabeazione modanata e aggettante sopra la quale si impostano le volte di copertura; al termine dell'aula si sviluppa il presbiterio, rialzato di alcuni gradini, delimitato da balaustre e chiuso dall'abside di forma semicircolare. 
Qui sono conservate diverse opere di pregio, tra le quali il dipinto raffigurante la Natività di Gesù Cristo, eseguito nel Settecento, le due tele che rappresentano rispettivamente il Martirio di San Lorenzo e il Martirio di Santo Stefano, firmate da Mauro Picenardi, la pala avente come soggetto l'Ultima cena, risalente al Seicento, il fonte battesimale in marmo di Botticino, costruito nel XVI secolo, il Crocifisso ligneo, intagliato nel Quattrocento, e l'altro laterale Madonna, impreziosito da una scultura policroma settecentesca della Vergine.